# 软沉积变形

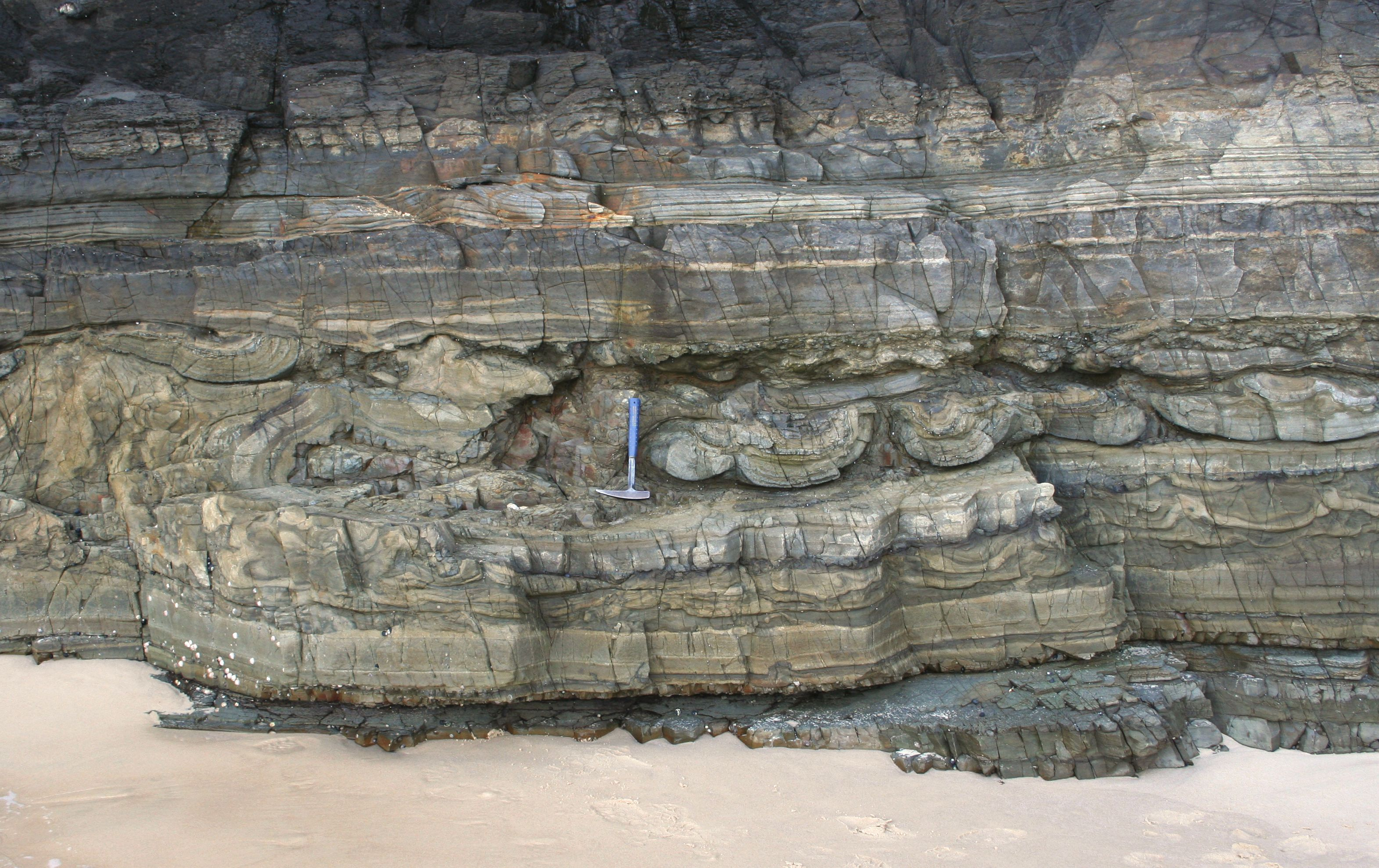
軟沉積物變形構造橫切面

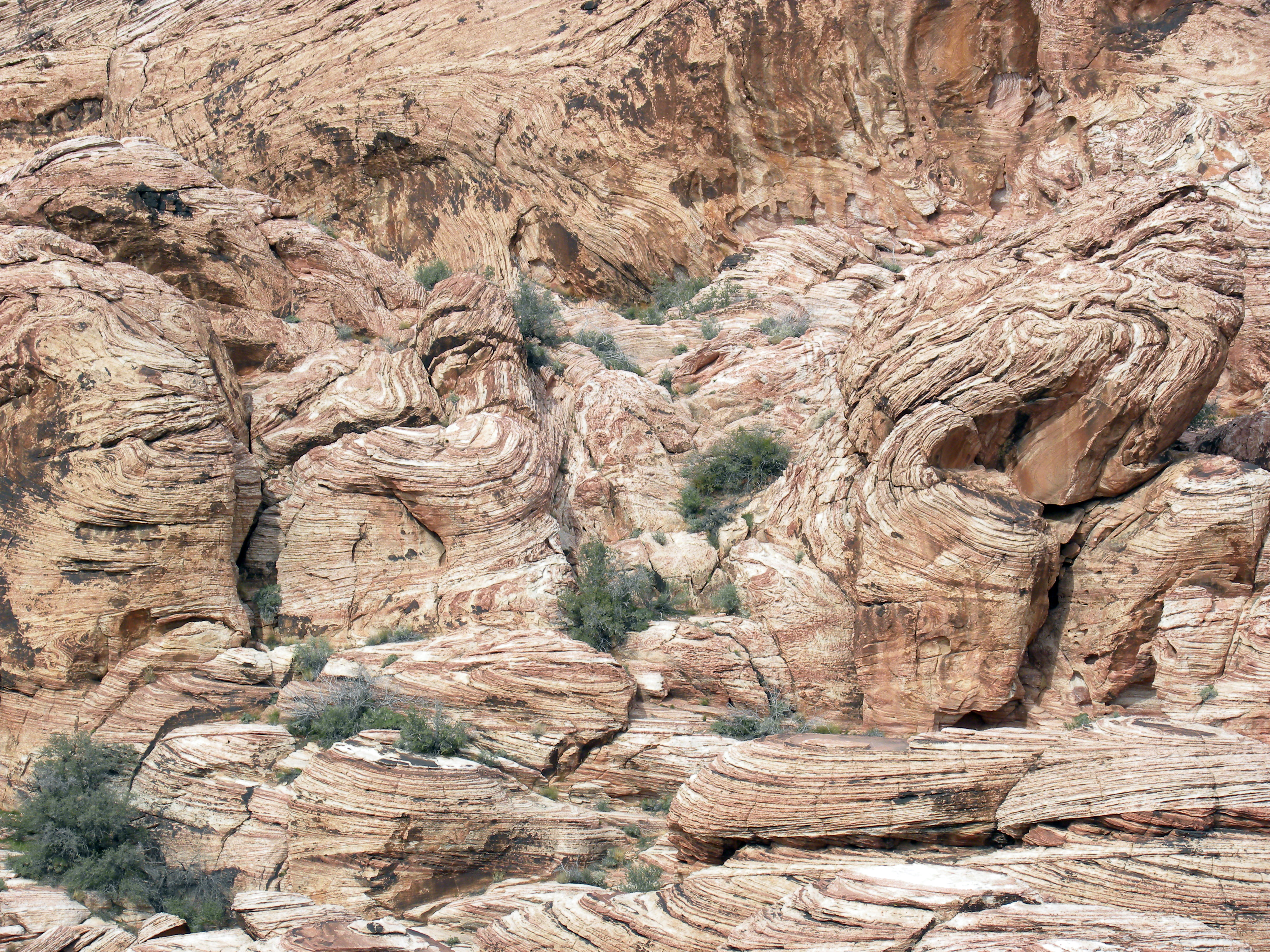
風成砂岩中的軟沉積物變形

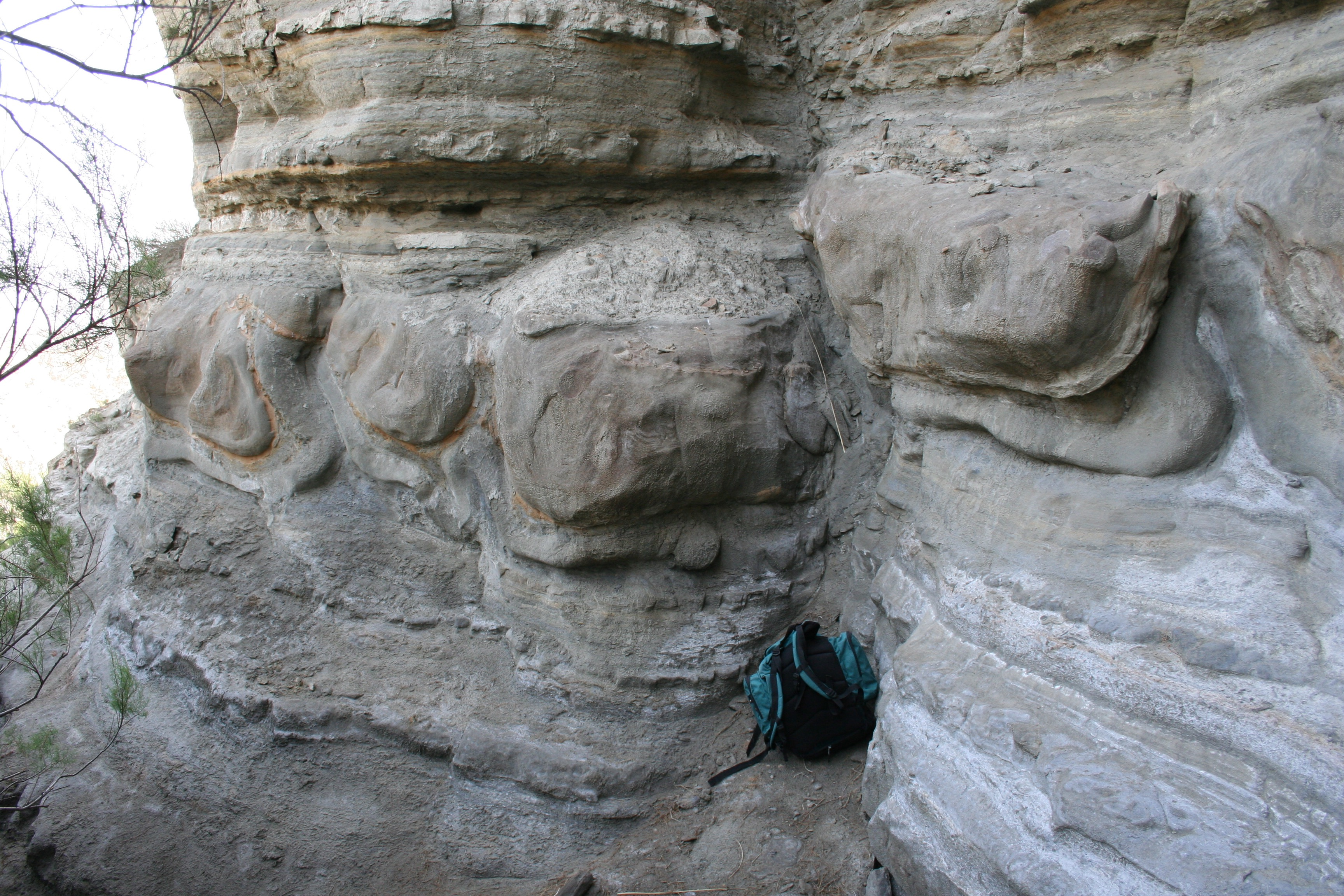
深海濁積岩中的火焰状构造

軟沉積物變形構造（英語：Soft-sediment deformation structures）是指沉積構造，形成在沉積時或沉積後不久，即沉積物固結的第一階段，沉積物任然處於「液體狀」或未凝固的變形構造。Lowe（1975）將這些結構歸入稱為泄水結構之一種。軟沉積物變形最常出現的地方是有濁流的深水盆地、河流、三角洲和受風暴影響的淺海區域。這是因為這些環境的沉積率很高，沉積物堆積鬆散。

## 種類
1. 卷曲层理：是滑移和滑移引起的一种常见的构造，具有盘回褶皱和复杂揉褶的变形特点，多限于同一层或个别层内。缺乏脆性断裂和角砾化是鉴别它的主要标志[2]。
2. 火焰状构造：当砂质层堆积在含水且具高塑性泥质层之上，差异压实会引起上、下砂质层与泥质层之间发生相互垂向运移。泥质层成尖舌状贯入上覆砂质层中，形成一排尖舌，称之为火焰状构造。火焰状构造的舌尖指向岩层顶面 [3]。
3. 滑塌构造和滑移作用一般是在陆上尤其在水下隆起的斜坡上，由于重力、水流和震动等原因引起松软沉积物顺坡下滑或顺层流动的作用。滑塌作用的下滑速度快而突然；滑塌作用和滑移作用中还常常有孔隙压力参与[2]。
4. 碟状构造：“碟”直径一般为1-50cm左右，边缘上翘，在横向上呈断续分布，在垂向上互相叠置。主要发育在快速堆积又饱含孔隙水的细粒砂层内，在高压-超高压孔隙压力作用下，引起孔隙水向上运动，冲断砂质纹层，截切砂质层成碟状。碟状纹层的凹面指向岩层顶面 [2]。
5. 底痕一般形成在頁岩上方的砂岩底部。是由河床侵蝕形成的凹槽，隨後被沉積物填充。它們被用來確定古水流的流動方向[2]。
6. 震積岩是受到地震波擾動的沉積層。它們通常用於解釋一個地區的地震歷史。屬於軟沉積物變形構造, 包括砂火山、碎屑岩脈等構造[4][5]。